# Haus Wiegand

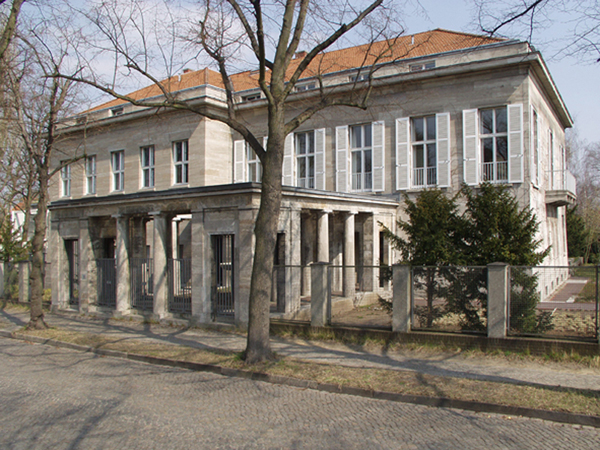
Haus Wiegand

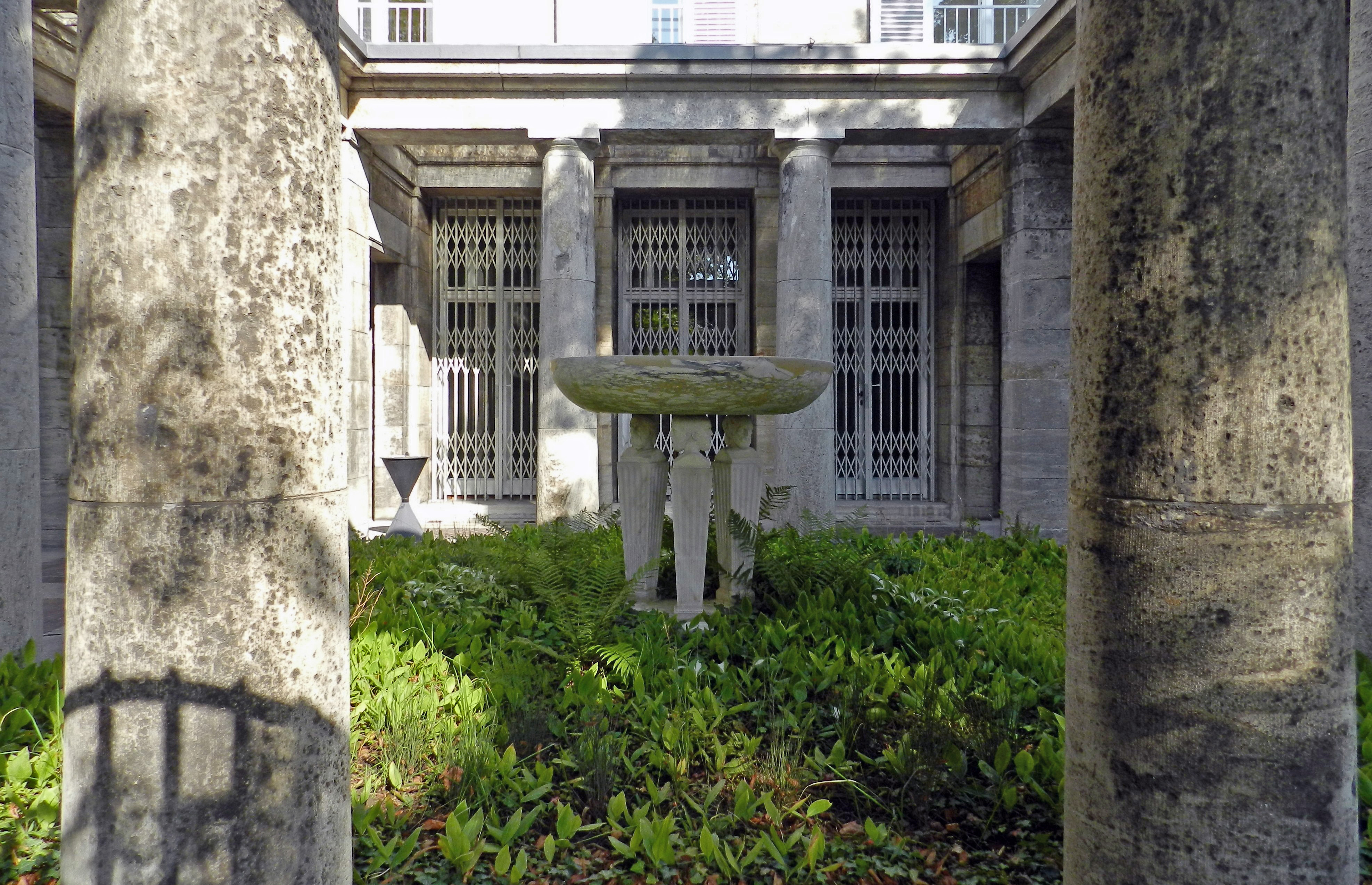
Säulenvorhof (Peristyl) der Villa

Das Haus Wiegand ist eine Villa im Berliner Ortsteil Dahlem, Peter-Lenné-Straße 28–30 an der Ecke zur Drygalskistraße. Sie wurde 1911/1912 vom Architekten Peter Behrens für den Archäologen und Museumsdirektor Theodor Wiegand erbaut und eingerichtet. 
Der monumental-neoklassizistische Baustil ist für ein Wohnhaus ungewöhnlich. In Gestaltung und Ornamentik finden sich sowohl Elemente der Behrens’schen Industriearchitektur als auch Referenzen auf die klassische Antike und die Türkei, die vermutlich Wiegands Einfluss widerspiegeln.
Heute beherbergt die unter Denkmalschutz stehende Villa die Zentrale des Deutschen Archäologischen Instituts.